# Centrobranchus choerocephalus
Centrobranchus choerocephalus är en fiskart som beskrevs av Fowler, 1904. Centrobranchus choerocephalus ingår i släktet Centrobranchus och familjen prickfiskar. Inga underarter finns listade i Catalogue of Life.